# San Ignacio, Unión de San Antonio
San Ignacio är en ort i Mexiko.   Den ligger i kommunen Unión de San Antonio och delstaten Jalisco, i den centrala delen av landet, 400 km nordväst om huvudstaden Mexico City. San Ignacio ligger 1 916 meter över havet och antalet invånare är 176.
Terrängen runt San Ignacio är varierad. Runt San Ignacio är det glesbefolkat, med 20 invånare per kvadratkilometer. Närmaste större samhälle är Union de San Antonio, 6,3 km söder om San Ignacio. I omgivningarna runt San Ignacio växer huvudsakligen savannskog.